# Slaget ved Northampton
Slaget ved Northampton blev udkæmpet den 10. juli 1460 nær floden Nene, Northamptonshire. Det var en betydeligt slag under Rosekrigene. På den ene side stod en hær ledet af adelsmænd loyale over for kong Henrik 6. af Huset Lancaster, hans dronning Margrete af Anjou og deres syvårige søn Edvard, prins af Wales, og på den anden side hæren under Edvard, jarl af March og jarlen af Warwick "Kongemageren". Slaget var den første, hvor artilleri blev anvendt i England.

## Baggrund
Efter opløsningen af den York-hæren ved Ludford Bridge i 1459 drog mange York-ledere i selvpålagt eksil. Hertugen af York og hans anden søn Edmund, jarl af Rutland, trak sig tilbage til den relative sikkerhed i Dublin, Irland. Hans vigtigste støtte jarlen af Warwick og hans far jarlen af Salisbury og Yorks søn Edvard, jarl af March nåede Calais den 2. november 1459, hvor Warwick fandt sin onkel Lord Fauconberg. I England var Lancaster-fraktionen hurtig til at udnytte den York-fraktionens flugt. Jarlen af Wiltshire blev udnævnt til kongens stedfortræder i Irland, og hertugen af Somerset blev kaptajn i Calais. Ingen af dem lykkedes dog at indtage deres nye stillinger, da irerne nægtede at fjerne York, og Calais porte forblev tætlukkede for deres nye 'kaptajn'. 
Lancaster-fraktionen gav Somerset en hær til at storme Calais, men først måtte de krydse kanalen, så byggeriet af en flåde blev påbegyndt ved Sandwich i Kent. I januar og maj 1460 foretog Warwick lynangreb på Sandwich og stjal skibene. I juni kom York-styrkerne Lancaster-invasionen i forkøbet med et angreb på Sandwich, som var blevet forstærket med hundrevis Lancaster-tropper under ledelse af Osbert Mundford. York-styrken under Lord Fauconberg, Sir John Wenlock og John Dynham indtog havnen, tog tropperne til fange og erobrede krigsudrustning. Mundford blev taget til fange, ført til Rysbank Tower og henrettet. Warwick efterlod sin onkel, Lord Fauconberg, i Sandwich med en lille styrke af York-tropper til at fungere som et brohoved for hans planlagte invasion af England.

## Kamp
Den 26. juni landede Warwick, Salisbury og Edvard i Sandwich med 2.000 våbenmænd. Kong Henrik 6. og hans dronning, Margrete af Anjou, var i Coventry med deres lille hær. Warwick gjorde sit indtog i London den 2. juli med en hær af tilhængere, der talte ca. 10.000. York-hæren forlod London mod Coventry, men efterlod en styrke til at indtage Tower of London.
Kongens styrker indtog en defensiv position i Northampton, på Delapré Abbeys jorde med ryggen til floden Nene og en vandfyldt grøft foran dem toppet med pæle. Den forsvarende hær var på omkring 5.000 mand og bestod hovedsageligt af bevæbnede ryttere. Lancaster-hæren havde også noget feltartilleri.
Mens han nærmede sig, sendte Warwick en delegation forud for at forhandle med kongen på hans vegne. Lancasterian-hærføreren, hertugen af Buckingham, svarede "jarlen af Warwick skal ikke komme kongen nær, og hvis han kommer, skal han dø." Under Warwicks fremrykning til Northampton blev han to gange nægtet fremtræde for kongen personligt. Da han var i position, sendte han en besked, der lød: "Kl. 2 vil jeg tale med kongen, eller vil jeg dø".
Klokken to rykkede York-styrkerne frem. Mændene var i kolonne, men den hårde regn, der blæste i deres ansigter, forhindrede dem noget. Da de nærmede sig Lancaster-styrkerne, blev Warwick mødt af en voldsom byge af pile, men regnen havde gjort Lancaster-hærens kanoner ganske ubrugelig.
Da Warwick nåede Lancaster-hærens venstre flanke, under ledelse af Lord Grey af Ruthin, fulgte et forræderi. Grey beordrede sine mænd til at lægge deres våben ned og simpelthen tillade York-styrkerne at få let adgang til lejren bag ved. Dette forræderi var resultatet af en hemmelig besked fra Lord Grey til March om, at han ville skifte side, hvis York-fraktionen ville støtte ham i en ejendomskonflikt med Henry Holland, 3. hertug af Exeter (hans fætter). Warwick havde i hvert fald beordret sine mænd til ikke at anvende vold mod almindelige soldater, især dem iført Lord Greys mænd sorte, frynsede stave. Der kan også have været tilskyndelser og løfter om et højt embede fra Warwicks side. Grey blev Englands Lord High Treasurer i 1463. Herefter varede slaget kun tredive minutter. Forsvarerne var ude af stand til at manøvrere inde i befæstningerne og flygtede fra slagmarken, da deres linje blev rullet op af de angribende York-soldater.
Hertugen af Buckingham, jarlen af Shrewsbury, Lord Egremont og Lord Beaumont blev alle sammen dræbt i forsøget på at redde Henrik fra York-styrkerne, der nærmedes sig hans telt. Tre hundrede andre Lancaster-soldater blev dræbt i slaget. Kong Henrik 6. blev taget til fange af en bueskytte, Henry Mountfort.

## Efterspil
Henrik blev fundet i sit telt af Warwick, March og Fauconberg. De viste ham passende respekt, og eskorterede ham til Delapré Abbey, derefter til Northampton og til sidst London, hvor Tower of Londons garnisonen overgav sig kort tid efter.